# Bryan Webber
Bryan Webber (* 1943) ist ein britischer Elementarteilchenphysiker.

## Leben
Webber studierte an der Universität Oxford (Abschluss 1964) und war dann bei Luis Alvarez in Berkeley, wo er am Bevatron Experimente zum Zerfall neutraler Kaonen ausführte. Daraus entstand seine Dissertation in experimenteller Teilchenphysik 1969. Webber wechselte dann zur theoretischen Physik und war als Post-Doktorand am Lawrence Berkeley National Laboratory. Ab 1971 war er an der Universität Cambridge, wo er von 1973 bis zu seinem Ruhestand 2010 die Hochenergiephysik Gruppe am Cavendish Laboratory leitete und Professor für Theoretische Physik ist. 2012 war er Schrödinger-Gastprofessor am Pauli Zentrum in Zürich und Gastprofessor an der New York University. Er ist außerdem in der Theorie Abteilung am CERN.
Er befasst sich insbesondere mit der Theorie der starken Wechselwirkung (Quantenchromodynamik) mit enger Verbindung zu Experimenten, zum Beispiel Algorithmen zum Erkennen von Jets und der Analyse von Ereignissen zum Beispiel am LHC, wozu er auch Computerprogramme zur Ereignissimulation mit Monte-Carlo-Verfahren (Monte Carlo Event Generation) wie Herwig, MC@NLO, Camjet entwickelte.
1987 wurde er Fellow des Institute of Physics und 2001 der Royal Society. 2008 erhielt er die Dirac-Medaille (IOP). 2012 erhielt er den Sakurai-Preis, für Schlüssel-Ideen zur genauen Bestätigung des Standardmodells in der Teilchenphysik, 2021 den High Energy and Particle Physics Prize.

## Schriften
- QCD and Collider Physics (Cambridge Monographs on particle physics, nuclear physics and cosmology; Bd. 8). Cambridge University Press, Cambridge 1996, ISBN 0-521-58189-3 (zusammen mit R. Keith Ellis und W. James Stirling).
- Dispersive approach to power behaved contributions in QCD hard processes. In: Nuclear Physics/B, Bd. 469 (1996), S. 93–142, ISSN 0920-5632  (zusammen mit Yuri Dokshitzer und Giuseppe Marchesini).